# Hymenomima costilla
Hymenomima costilla är en fjärilsart som beskrevs av Paul Dognin 1895. Hymenomima costilla ingår i släktet Hymenomima och familjen mätare. Inga underarter finns listade i Catalogue of Life.